# Contrada Campolege
La Contrada Campolege è una delle dieci contrade della città marchigiana di Fermo, di circa 100 abitanti.

## Storia
La contrada storica di Campolege si lega alla storia di Fermo come colonia romana. Il nome Campoleggio appunto, da cui Campolege deriverebe infatti dalle Campus Legioni di epoca augustea. Un'altra versione vuole il nome della contrada preso da Giovanni Visconti D'Oleggio che governò Fermo dal 1360 al 1366 ed anche se ciò pare inverosimile entrambe le tesi sono accettate e nello stemma araldico della contrada compare sia il gladio romano che la biscia Viscontea.

### Confini
Est: Si comincia dall'angolo dell'orto del monastero di Santa Chiara si prosegue fino alla fontana di san Pietro e successivamente al muro dell'Orto del Conservatorio delle Orfane fino a terminare all'arco di pietra sopra la strada grande. Imboccando l'Oratorio della compagnia di Santa Monica si termina presso le mura castellane in corrispondenza dell'orto di Sant'Agostino.
Sud: Dal Monastero di Santa Chiara fino alla porta San Giuliano
Ovest: Dalla porta di San Giuliano alla porta San Marco.
Nord: Dalla suddetta Porta san Marco si termina nell'ultimo angolo dell'orto del convento di sant'Agostino presso le mura castellane.

## Altre attività
La contrada si distingue anche per la cena pre-palio che viene preparata in costume medievale.

## Albo d'Oro
- Palii dell'Assunta: 4 (1997, 2007, 2008, 2012)
- Contesa del pallino: 4 (1984, 1993, 1999, 2008)
- Tiro al Canapo: 4 (2009;2014, 2015, 2018)
- Tiro per l'Astore: 2 (1995, 2000)
- Gallo d'oro: 0